# محرزي (أنغالي)
محرزي (بالفارسية: محرزی) هي قرية تقع في إيران في قسم أنغالي. يقدر عدد سكانها بـ 166 نسمة بحسب إحصاء 2016.